# Sangen om Sibirien
Sangen om Sibirien (russisk: Сибириада, translit.: Sibiriada) er en sovjetisk spillefilm fra 1979 produceret af Mosfilm og instrueret af Andrej Kontjalovskij.
Filmen er et episk drama i fire dele, der fortæller historien om to sibiriske familier, Salominerne og Ustjusjaninerne, og deres tre generationer i 1900'erne-1920'erne, 1930'erne-1940'erne og 1960'erne. Salominerne er forholdsvis velhavende kulakker og Ustjusjaninernes familie er forholdsvis fattige. Familierne bor i den fjerntliggende landsby Jevan og er i konflikt med hinanden.
Filmen modtog Grand Prix ved Filmfestivalen i Cannes i 1979 og havde dansk premiere den 22. april 1983 i Posthus Teatret.

## Medvirkende
- Vladimir Samoilov som Afanasij Ustjuzjanin
- Natalja Andrejtjenko som Nastja Solomina
- Vitalij Solomin som Nikolaj Ustjuzjanin
- Nikita Mikhalkov som Aleksej Ustjuzjanin
- Ljudmila Gurtjenko som Taja Solomina

## Filmens musik
Filmens musik er komponeret af komponisten Eduard Artemjev, der også har komponeret musik til andre sovjetiske storfilm som Ven blandt fjender, Solaris, Spejlet, Vandringsmanden (Stalker) og Brændt af solen.
Musikken er som Artemjevs øvrige værker elektronisk musik. Filmens tema blev i 2001 genindspillet af den russiske trance-duo PPK under titlen "ResuRection" og nåede en tredjeplads på UK Singles Chart. Temaet blev endvidere benyttet under åbningsceremonien vil Vinter-OL 2014 i Sotji, og blev igen i 2020 samplet af musikproucerne VIZE og Alan Walker til deres udgivelse "Space Melody (Edward Artemyev)" med den tyske sanger Leony.